# Ганиева, Айбике Мамедовна
Айбике Мамедовна Ганиева (5 мая 1938, Ахты, Ахтынский район, Дагестанская АССР, РСФСР, СССР — 2012) — советский и российский учёный, кандидат филологических наук (1967), старший научный сотрудник Институт языка, литературы и искусства имени Гамзата Цадасы ДНЦ РАН. Собирательница, исследовательница и популяризатор фольклора лезгин, в частности эпоса о Шарвили.

## Биография
Работала старшим научным сотрудником Института языка, литературы и искусства имени Г. Цадасы Дагестанского центра РАН. В 1967 году получила степень кандидат филологических наук. В 2012 году в Ахтах стала лауреатом праздника Шарвили.

## Труды
Айбике Ганиева — автор монографий и других научных работ по дагестанскому, в частности лезгинскому фольклору.
Избранная библиография
- Песни лезгинского народа (1970);
- Лезгинские народные сказки (1980);
- В поисках легендарного героя» (1986);
- Очерки устно-поэтического творчества лезгин (2004);
- Свод памятников фольклора народов Дагестана. Том 1. Сказки о животных (2011).

## Награды
Лауреат Государственной премии Республики Дагестан.